# Phacops
Phacops es un género extinto de trilobites facópidos que vivieron durante el Devónico. Su nombre significa "ojo de lente", debido a sus ojos formados por pequeños lentes de calcita.
Vivía en mares cálidos y poco profundos, siendo encontrado en todo el mundo. Su dieta se basaba en partículas orgánicas.

## Morfología
Phacops era un trilobites que era depredado por varios peces, por lo que contaba con doce placas de su tórax para proteger sus patas y la parte dorsal. Un abultado escudo protegía su cabeza, y sus ojos tenían lentes duros de calcita.
Como mecanismo de defensa, este trilobites se enroscaba sobre sí mismo, de modo que fuera imposible su ingesta.
Medía aproximadamente 4,5 cm.

## Géneros relacionados
- Calymene
- Cheirurus